# Lois Chiles
Lois Cleveland Chiles (Alice, 15 de abril de 1947) é uma atriz norte-americana, mais conhecida por seu papel da bond girl Holly Goodhead no filme 007 contra o Foguete da Morte, de 1979.
Lois começou uma carreira de modelo quando estudava em Nova Iorque, vinda do Texas, seu estado natal, por um fotógrafo da revista feminina Glamour, que procurava um novo rosto para a capa anual dedicada a universidades americanas. Ela ganhou a capa, um contrato com a agência Wilhelmina Models e começou uma carreira de sucesso como modelo em Nova Iorque no fim dos anos 60.
Estreou no cinema em 1972 e durante a década participou em papéis secundários de filmes de sucesso como Nosso Amor de Ontem e O Grande Gatsby, ambos estrelados por Robert Redford, e participou do elenco 'all-star' de Morte Sobre o Nilo, de 1978, baseado no livro de Agatha Christie. Mas foi no ano seguinte que Lois alcançou o status de celebridade do cinema, ao co-estrelar com Roger Moore o filme 007 contra o Foguete da Morte, no papel da cientista, astronauta e bond girl 'Holly Goodhead".
Com a morte de seu irmão causada por linfoma não-Hodgkin em 1978, após o filme de James Bond Lois fez um hiato de três anos em sua carreira, justamente quando começava a brilhar em Hollywood. Nunca mais conseguiu recuperar a fama conseguida, apesar das boas críticas recebidas por seu trabalho em alguns filmes nos anos 80 e no seriado de TV Dallas, em 1982 e 1983.
Nos últimos anos, além de algumas pequenas participações em séries de tv, Lois tem dado aulas de interpretação em teatro na Universidade de Houston, Texas, onde vive. Ao contrário de algumas ex-bond girls, que não têm boas recordações das suas personagens, por achar que elas as marcou de forma pejorativa e impediu uma carreira de maior prestígio, Lois tem boas recordações de 'Holly Goodhead' e diz que 'ser uma bond girl é uma boa maneira de ser lembrada', apesar de brincar dizendo ser irritante que os fãs lhe peçam a toda hora que diga: 'Oh James! (o bordão das bond girls) já que 'você não pode viver o tempo todo as fantasias das pessoas'.
Lois venceu um câncer de mama em 2001 e mantém boas relações de amizade com os produtores dos filmes de 007, comparecendo ainda hoje a eventos ligados à franquia e a estreias dos novos filmes.